# Linda Fruhvirtová
Linda Fruhvirtová (pronúncia checa: [ˈlɪnda ˈfruɦvɪrtovaː]; nascida em 1 de maio de 2005) é uma tenista profissional tcheca. Em 30 de janeiro de 2023, ela alcançou suas melhores posições nos Rankings da WTA de sua carreira, como 49ª em simples e 187ª em duplas.
Ela fez sua estreia na chave principal do WTA Tour no Praga Open de 2020, onde recebeu um "wildcard" para a chave principal. Ela ganhou seu primeiro título de simples WTA no Indian Open [en] de 2022.

## Vida pregressa e antecedentes
Nascida em 1º de maio de 2005 na República Tcheca, Linda tem uma irmã mais nova, Brenda [en] (nascida em 2007), que também é tenista. Linda e Brenda foram "adotadas" pela fundação de Patrick Mouratoglou. Linda treina na "Mouratoglou Academy" no sul da França desde 2017; ela também treinou na Evert Tennis Academy [en] em janeiro de 2021.

## Carreira júnior
No nível júnior, Fruhvirtová conquistou os títulos de simples e duplas do torneio "Les Petits As". Sua irmã Brenda ganhou o título de simples no ano seguinte, tornando-as os primeiros membros da mesma família a ganhar o título por dois anos consecutivos.
Linda Fruhvirtová alcançou o segundo lugar no ranking mundial da ITF Junior em 13 de dezembro de 2021.

### Desempenho júnior em Grand Slams
Simples:
- Australian Open: 1R (2020)
- Aberto da França: 2R (2020, 2021)
- Wimbledon: SF (2021)
- US Open: 3R (2021)

Duplas:
- Australian Open: SF (2020)
- Aberto da França: QF (2021)
- Wimbledon: SF (2021)
- US Open: QF (2021)

## Carreira profissional

### 2020–21: WTA Tour e estreia no top 300
Fruhvirtová fez sua estreia na chave principal do WTA Tour no Prague Open de 2020, recebendo "wild card" nos torneios de simples e duplas.
Ela também recebeu um "wild card" para a qualificatória do Miami Open 2021, onde foi derrotada na primeira rodada por Nina Stojanović [en]. Em abril, ela recebeu um "wild card" para a chave principal no WTA 250 MUSC Health Open, onde venceu sua primeira partida de simples pela WTA quando Alizé Cornet desistiu da partida no terceiro set. Ela avançou nas quartas de final ao derrotar  Emma Navarro em dois sets na rodada seguinte, antes de perder para a eventual campeã Astra Sharma. Linda, com apenas 15 anos, era a jogadora mais jovem na época no top 400 do ranking da WTA.
Ela jogou outra chave principal do WTA 250 em Cleveland como "lucky loser". Ela derrotou Tara Moore [en] antes de perder para Magda Linette em dois sets apertados. Ela terminou a temporada chegando às quartas de final no WTA 125 Korea Open antes de perder para Ekaterina Kazionova [en], em três sets.

### 2022: Primeiro título WTA, quarta rodada em WTA 1000, estreia em Major e top 100
Fruhvirtová recebeu um "wild card" para a chave principal do Miami Open. Na primeira rodada, ela derrotou Danka Kovinić em sua primeira vitória no nível WTA 1000. Na segunda rodada, ela registrou a maior vitória de sua carreira, derrotando a 20ª "cabeça de chave" e nº 24 do mundo, Elise Mertens, em sua primeira vitória sobre uma adversária do top 25. Ela então registrou sua primeira vitória sobre uma oponente do top 20, derrotando a ex-nº 1 do mundo Victoria Azarenka, o que garantiu a ela uma estreia no top 200 após o torneio.
No US Open, ela conseguiu chegar à chave principal após três vitórias na qualificatória para sua estreia em Grand Slam. Em sua estreia na chave principal do Grand Slam, ela derrotou  Wang Xinyu. Sua jornada foi interrompida por Garbiñe Muguruza, que a eliminou na rodada seguinte.
No Chennai Open [en], ela conquistou seu primeiro título do WTA Tour ao derrotar Magda Linette na final, em três sets. Com esta vitória, ela passou para o top 100 pela primeira vez em sua carreira, na 74ª posição no ranking.

### 2023: Estreia no Australian Open e quarta rodada
Em sua estreia no Australian Open, Fruhvirtová chegou à quarta rodada daquele major, derrotando a compatriota Markéta Vondroušová.
No Birmingham Classic, Fruhvirtová derrotou Elina Svitolina na primeira rodada em sua primeira partida de grama no nível do WTA Tour. Na segunda rodada, venceu Bernarda Pera em sets diretos. Na quarta de final ela perdeu para Barbora Krejcikova em sets diretos.
Na temporada asiática, Fruhvirtová chegou à semifinal do Ningbo Open, onde perdeu para  Diana Shnaider em sets diretos.

### 2024
Fruhvirtová começou o ano participando do ASB Classic no qual perdeu para a "cabeça de chave" N° 4 e eventual semifinalista Emma Navarro na primeira rodada em jogo de três sets. Em seguida, tentou o Hobart International no qual, passou pela qualificatória sem perder nenhum set, mas perdeu para Arantxa Rus na primeira rodada da chave principal em jogo de três sets. Depois disso, partiu para o Australian Open, no qual perdeu para a "cabeça de chave" N° 10 Beatriz Haddad Maia na primeira rodada em jogo de três sets. Permanecendo na Ásia, seu próximo compromisso foi no Thailand Open onde venceu Anastasia Tikhonova [en] na primeira rodada em sets diretos e perdeu na segunda para a "cabeça de chave" N° 2 Zhu Lin também em sets diretos. Depois disso  ainda em quadras duras, ela ficou nas primeiras rodadas dos torneios no Oriente Médio, no México e nos Estados Unidos.
Fruhvirtová deu início à temporada em quadras de saibro no San Luis Open, no qual venceu María Lourdes Carlé [en] na primeira rodada mas perdeu para Suzan Lamens [en] na segunda, ambos jogos de três sets. Em seguida, tentou o Charleston Open, mas não passou pela qualificatória. Logo depois, participou do Aberto de Madri, no qual não passou da primeira rodada. No Aberto de Roma, perdeu na primeira rodada para Tatjana Maria em jogo de três sets.